# 프랑크 데페
프랑크 데페(독일어: Frank Deppe, 1941년 9월 23일~)는 독일의 정치학자이자 정치사회학자이다.

## 삶
1961년부터 프랑크푸르트 대학교에서 막스 호르크하이머, 테오도어 아도르노, 헤르베르트 마르쿠제의 세미나에 참여해 ‘비판이론’(Kritische Theorie)을 배웠다. 1964년부터는 마부르크 대학교에서 사회학, 정치학, 국민경제학, 철학을 공부했다. 마부르크로 학교를 옮긴 이유는 비판이론의 대표자였던 하인츠 마우스(Heinz Maus) 교수와 사회학을 공부하고, 비판이론의 토대로서 임마누엘 칸트(Immanuel Kant)와 게오르크 빌헬름 프리드리히 헤겔의 철학을 익히기 위해서였다. 1964년 마부르크에서 독일사회주의학생동맹(Sozialistischer Deutscher Studentenbund, SDS)에 가입했고, 민주주의와 군축을 위한 캠패인(Kampagne für Demokratie und Abrüstung, KDA) 중앙위원회에 속했다.

퇴임년(1972)의 볼프강 아벤트로트와 프랑크 데페

1965년부터 1967년까지 독일사회주의학생동맹 전국대표단으로 활동했다. 이 활동을 통해 마부르크 대학교 정치학과 볼프강 아벤트로트 교수와 긴밀한 관계를 가지게 되었고, 1965년부터 아벤트로트 교수의 학술조교로 일했다. 프랑크푸르트 학파에서 칼 맑스의 초기저작과 상품과 물신주의 분석, 죄르지 루카치의 사물화 분석, 호르크하이머의 권위주의 분석 등을 배웠지만, ‘이데올로기 비판’으로는 진보적 정치를 위한 공간을 확보하기가 어렵다고 느낀 반면, 아벤트로트 교수에게서는 맑스주의에 대한 다른 접근, 즉 역사적 분석, 부르주아-자본주의 사회의 경제적-정치적 모순, 계급관계와 투쟁의 발전, 정체체제의 변화 등을 배움으로써, 정치적-실천적 함의를 찾을 수 있다고 생각했기 때문이다. 1967년 사회주의센터(Das Sozialistische Zentrum)의 공동발기인이었다.
1968년 아벤트로트 교수의 지도 아래 루이 오귀스트 블랑키에 대한 논문으로 박사학위를 취득했다. 1971년 교수자격심사논문(Habilitation)에 통과했다. 1968년부터 1971년까지 마부르크 대학교 사회학과 학술평의회(Akademischer Rat)에서 활동했다. 1972년 아벤트로트 교수의 후임으로 마부르크 대학교 정치학과 교수에 취임했다. 보통 교수자격심사논문을 제출한 대학에서 교수직을 맡을 수 없으나, 이는 68혁명의 영향으로 가능한 일이었다. 데페를 비롯한 게오르크 퓔버트(Georg Fülberth, 정치학과), 디터 보리스(Dieter Boris, 사회학과) 등 아벤트로트 교수의 제자들이 마부르크 대학교 교수로 취임하자, 마부르크는 독일 좌파이론의 중심지의 하나가 되었고, 부르주아 언론은 이를 ‘붉은 마부르크’(Rotes Marburg)라고 불렀다.
이후 아벤트로트 학파(Abendroth-Schule) 혹은 마부르크 학파(Marburger Schule)의 일원으로서 다양한 활동을 전개했다. 정치학과의 유럽공동체 연구그룹(Forschungsgruppe Europäische Gemeinschaften, FEG)(현재 유럽통합 연구그룹, Forschungsgruppe Europäische Integration, FEI)의 책임자였다. 1983년부터 1989년까지 맑스주의연구소(Das Institut für Marxistische Studien und Forschungen, IMSF) 학술자문단으로 활동했다. 독일노조연합(Deutscher Gewerkschaftsbund, DGB)의 한스 뵉클러 재단(Hans-Böckler-Stiftung)과 로자 룩셈부르크 재단(Rosa-Luxemburg-Stiftung)의 신임교수를 역임했고, 아탁(Attac) 학술자문위원이었다. 2006년 ‘맑스주의 이론의 위기와 갱신’에 대한 강연을 끝으로 정년퇴임했다.
퇴임 후에도 2011년까지 보리스 교수와 함께 마부르크 맑스주의연구회(Marxistischer Arbeitskreis)를 이끌었고, 《Z. 맑스주의의 갱신》(Z. Zeitschrift Marxistische Erneuerung) 편집위원으로 계속 활동하고 있다. 2007년 생애 처음으로 당에 직접 참여해 좌파당 건설에 일조했다. 2012년 로자 룩셈부르크 재단 대표단으로 선출됐다. 2013년에도 연구와 저술활동 및 특히 노동자단체와 노동조합에서의 대중강연을 활발하게 전개하고 있다.
대표적인 제자로 노동사회학의 권위자인 클라우스 되레(Klaus Dörre) 예나 대학교 사회학과 교수, 한스-위르겐 우어반(Hans-Jürgen Urban) 독일 금속산업노조 대표단(Geschäftsführendes Vorstandsmitglied der IG Metall, 2007-2015), 유럽통합의 국제정치경제학의 권위자인 한스-위르겐 빌링(Hans-Jürgen Bieling) 튀빙겐 대학교 정치학과 교수 등이 있다.

## 연구분야
데페 자신에 의하면, 그는 계급투쟁을 위한 유기적 지식인을 지향하며, 프랑크푸르트 학파와 달리 이론과 실천의 통일을 추구한다. 또한 복잡한 이론적 논의를 쉬운 말로 풀어내는 것을 중요한 과제로 간주한다. 이는 아벤트로트 학파(혹은 마부르크 학파)의 특징이다. 이러한 기본관점을 중심으로 아벤트로트의 제자들이 다양한 영역에서 연구를 하기 때문에, 그리고 신칸트주의를 이끈 철학과와 신학과의 마부르크 학파와 혼동될 수 있기 때문에, 데페는 ‘마부르크 학파’라는 말보다 ‘아벤트로트 학파들’(Abendroth-Schulen, 복수)이라는 명칭을 선호한다. 반면 로타 페터(Lothar Peter) 교수는 ‘아벤트로트 학파’란 말이 아벤트로트 교수와 같이 활동했던 마부르크 대학교 사회학과 교수인 베르너 호프만(Werner Hofmann)과 하인츠 마우스를 배제할 수 있기 때문에, ‘마부르크 학파’란 이름을 주장한다. 이런 입장에서 데페는 정치이론, 독일노동운동과 국제노동운동의 역사와 정치, 노동조합의 정치사회학, 유럽통합, 국제정치경제학 등을 연구했다.

## 주요 한국인 제자
- 이호근 (전북대학교 법학전문대학원 교수)
- 구춘권 (영남대학교 정치외교학과 교수)
- 이해영 (한신대학교 국제관계학부 교수)
- 임운택 (계명대학교 사회학과 교수)
- 故 백인립 (연세대학교 사회과학부 교수)

## 주요 저작
- Kritik der Mitbestimmung. Partnerschaft oder Klassenkampf. Gemeinsam mit Jutta von Freyberg, Christof Kievenheim, Regine Meyer, Frank Werkmeister. Suhrkamp, Frankfurt am Main (1969)
- Verschwörung, Aufstand und Revolution. Auguste Blanqui und das Problem der sozialen Revolution im 19. Jahrhundert. Europäische Verlagsanstalt, Frankfurt am Main (1970)
- Das Bewußtsein der Arbeiter. Studien zur politischen Soziologie des Arbeiterbewußtseins. Mit einem Anhang von Helga Deppe-Wolfinger: Gewerkschaftliche Jugendbildung und politisches Bewußtsein. Pahl-Rugenstein, Köln (1971)
- BRD – DDR. Vergleich der Gesellschaftssysteme. Gemeinsam mit Heinz Jung. (1971)
- Europäische Wirtschaftsgemeinschaft (EWG). Zur politischen Ökonomie der westeuropäischen Integration. Als Herausgeber. Rowohlt, Reinbek bei Hamburg (1975)
- Geschichte der deutschen Gewerkschaftsbewegung. Als Herausgeber gemeinsam mit Georg Fülberth und Jürgen Harrer. Pahl-Rugenstein, Köln (1977)
- Ende oder Zukunft der Arbeiterbewegung? Gewerkschaftspolitik nach der Wende. Eine kritische Bestandsaufnahme. Pahl-Rugenstein, Köln (1984)
- Arbeiterklasse gibt´s die noch? Gemeinsam mit Peter Fleissner. Verlag für Gesellschaftskritik, Wien (1985)
- Niccolò Machiavelli. Zur Kritik der reinen Politik. Pahl-Rugenstein, Köln (1987)
- 1992 − Projekt Europa, Politik und Ökonomie in der Europäischen Gemeinschaft. Als Herausgeber gemeinsam mit Jörg Huffschmid, Klaus-Peter Weiner. Pahl-Rugenstein, Köln (1989)
- Jenseits der Systemkonkurrenz (1991)
- Binnenmarkt 1992 – Zur Entwicklung der Arbeitsbeziehungen in Europa (1991)
- "긴급진단/ 소련은 어디로 가고 있는가: 특별대담/ 독일 정치학자가 보는 소련의 장래", 『월간 사회평론』91-10호 (이해영 역) (1991)
- "EC통합에 대한 유럽 변혁운동의 대응", 『동향과 전망』 15-2호 (이해영 역) (1991)
- "EC통합과 서구 노동운동", 『동향과 전망』 (1992)
- Zur Post-Maastricht-Krise der Europäischen Gemeinschaft (1993)
- Arbeitslosigkeit. Wohlfahrtsstaat und Gewerkschaften in der Europäischen Union (1995)
- "지구적 자유주의와 유럽 노동운동: 프랑크 데페 교수와의 대담", 『이론』 15호 (인터뷰어: 김세균, 이해영) (1996)
- "독일노조, 위기인가?", 『현장에서 미래를』12호 (김세균, 이해영 공저) (1996/97)
- "독일의 세계화 전략연구 (1): 독일의 노동조합과 세계화", 『韓國政治硏究』 7-1호 (김세균, 이해영 공저) (1997)
- Fin de Siècle. Am Übergang ins 21. Jahrhundert (1997)
- "독일의 '지구화전략' (2): '지구화'와 독일기업", 『韓國政治硏究』 8/9-1호 (김세균, 이해영 공저) (1999)
- Politisches Denken am Anfang des 20 Jahrhunderts, Bd.I (1999)
- Ein neuer Kapitalismus? (2001)
- Politisches Denken zwischen den Weltkriegen, Bd. II (2003)
- Der neue Imperialismus (2004)
- Notstand der Demokratie (hgg. mit Horst Schmitthenner, Hans-Jürgen Urban) , Hamburg (2008)
- Politisches Denken im Übergang ins 21. Jahrhundert, Hamburg (2010)
- Imperialismus. Gemeinsam mit David Salomon, Ingar Solty. Köln (2011)
- Europa im Schlepptau der Finanzmärkte. Gemeinsam mit Joachim Bischoff, Richard Detje, Hans-Jürgen Urban. VSA, Hamburg (2011)
- "계급투쟁에서 경쟁협조주의로: 노동조합의 거대한 변형", 『진보평론』 56호 (김원태 역) (2013)